# Bistum Caraguatatuba
Das Bistum Caraguatatuba (lateinisch Dioecesis Caraguatatubensis, portugiesisch Diocese de Caraguatatuba) ist eine in Brasilien gelegene römisch-katholische Diözese mit Sitz in Caraguatatuba im Bundesstaat São Paulo. 

## Geschichte
Das Bistum Caraguatatuba wurde am 3. März 1999 durch Papst Johannes Paul II. mit der Apostolischen Konstitution Ad aptius consulendum aus Gebietsabtretungen des Bistums Santos errichtet und dem Erzbistum São Paulo als Suffraganbistum unterstellt.

## Bischöfe von Caraguatatuba
- Fernando Mason OFMConv, 1999–2005, dann Bischof von Piracicaba
- Antônio Carlos Altieri SDB, 2006–2012
- José Carlos Chacorowski CM, seit 2013